# Assento de avião

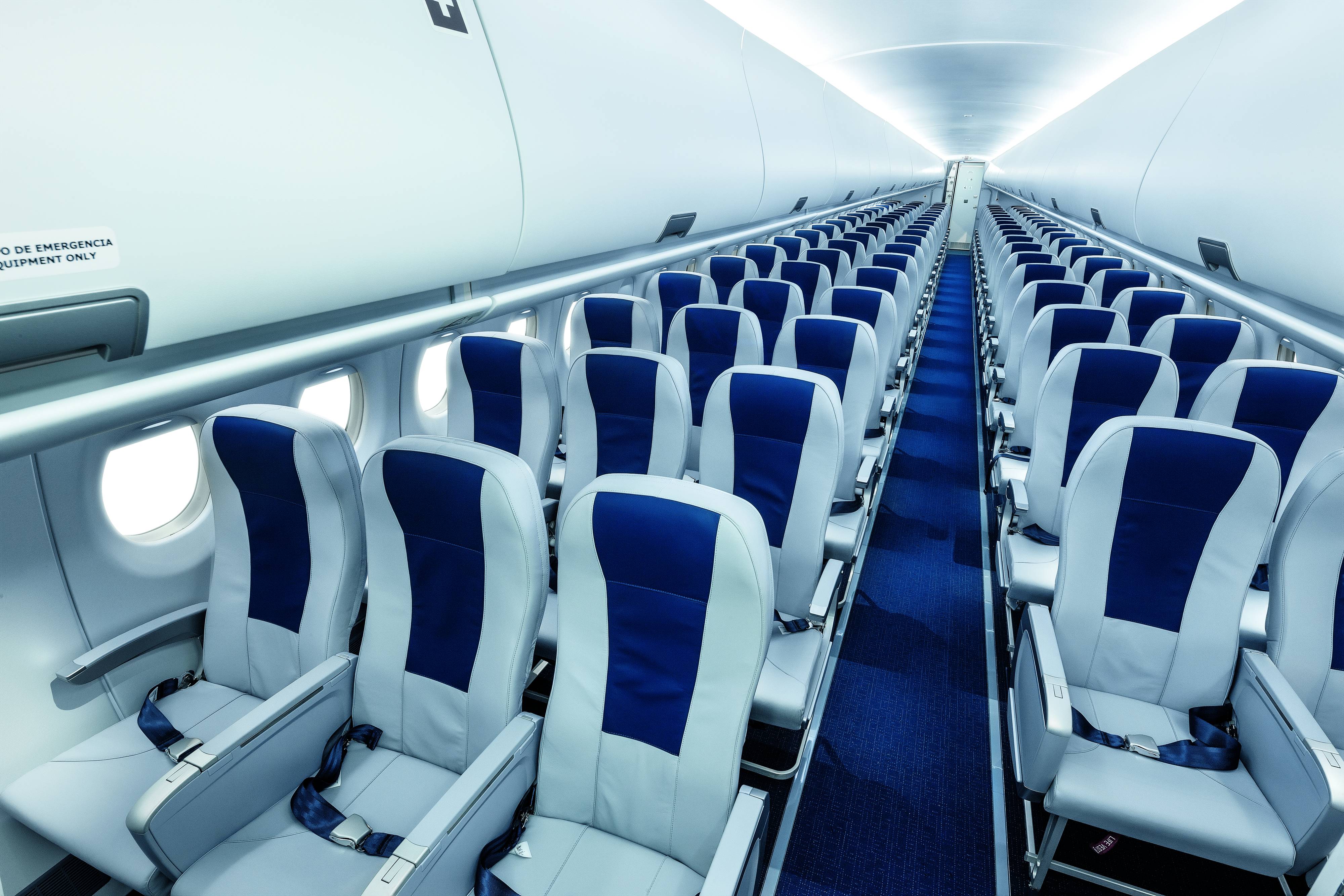
Assentos de passageiros a bordo de um Sukhoi Superjet 100 da Interjet, em 2013.

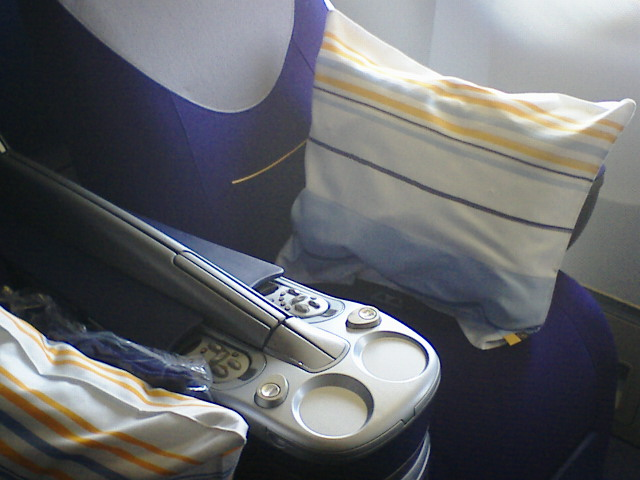
Assento da classe executiva em um Boeing 747-400 da Lufthansa.

Um assento de avião é um assento em um avião comercial em que os passageiros são acomodados durante a viagem. Esses assentos são geralmente dispostos em fileiras que atravessam a fuselagem do avião. Um diagrama de tais assentos em uma aeronave é chamado de mapa de assentos de aeronave.

## Características e comodidades
Os assentos são presos a trilhos embaixo do piso que correm ao longo da fuselagem da aeronave. Se a companhia aérea quiser reconfigurar os assentos, esta é uma operação menor. Para segurança dos passageiros, todos os assentos das companhias aéreas são equipados com cintos de segurança.

### Comodidades básicas

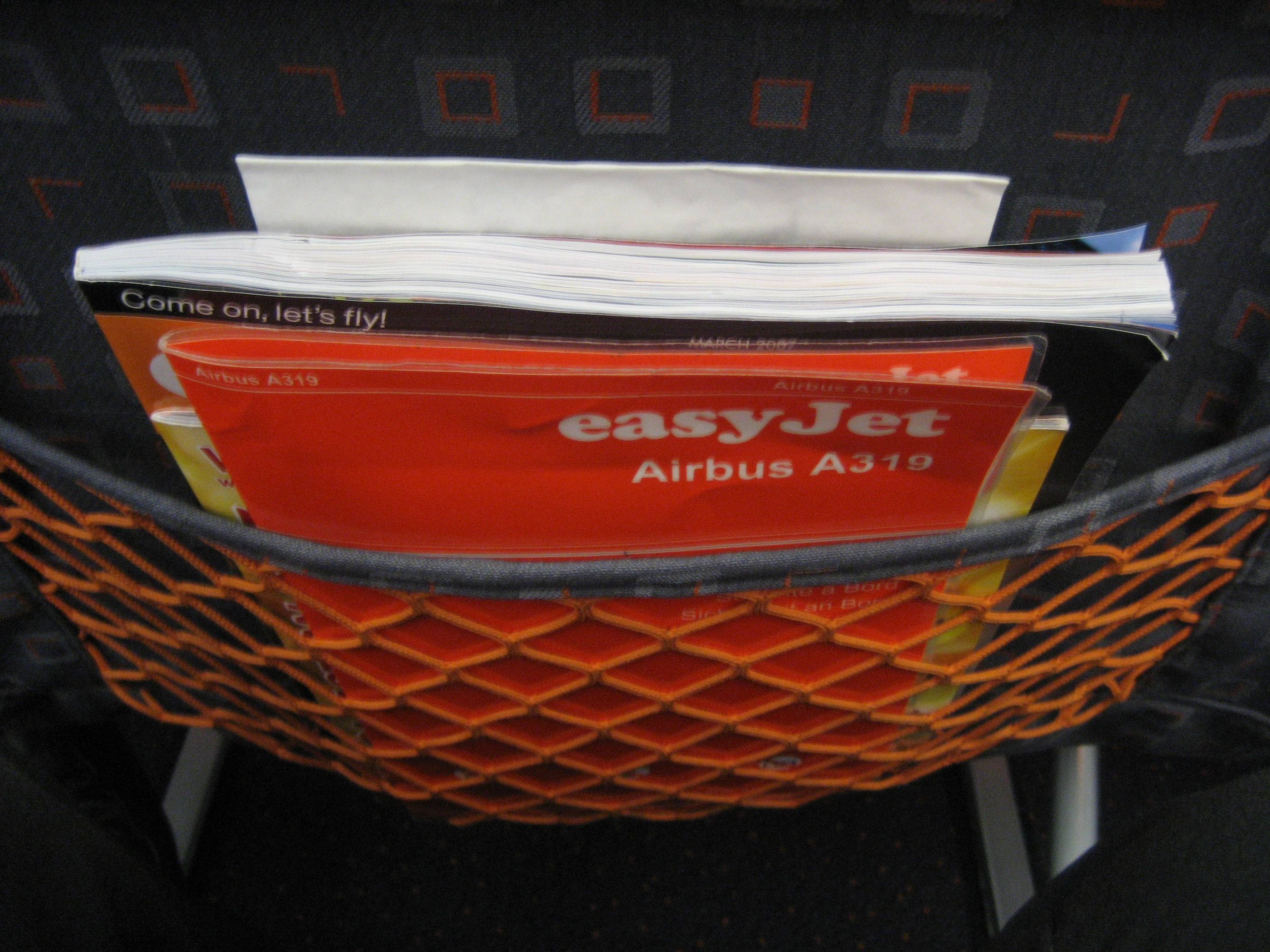
Um bolso de assento em um avião Airbus A319 contendo um cartão de segurança, revistas e um saco de vômito.

Os assentos são frequentemente equipados com outras comodidades. Assentos de avião podem ser equipados com um mecanismo de reclinação para maior conforto dos passageiros, reclinando mecanicamente, geralmente na classe econômica e na primeira classe e classe executiva de curta distância, ou eletricamente (geralmente na primeira classe e classe executiva de longa distância). A maioria das aeronaves também possui bandejas para comer e ler, seja no encosto que se dobra para formar uma pequena mesa na maioria dos assentos da classe econômica, ou dentro do apoio de braço que se dobra na maioria dos assentos da primeira classe, classe executiva, anteparo e fila de saída. A maioria dos assentos das companhias aéreas também possui um bolso que pode conter uma revista de bordo e instruções de segurança.
Em aeronaves de pequeno e curto curso, ou em transportadoras de baixo custo, algumas dessas comodidades podem não estar instaladas. Por exemplo, em várias aeronaves, a Ryanair instalou assentos não reclináveis sem bolsos de assento com os manuais de segurança costurados no encosto do assento. Mesmo em aviões com assentos reclináveis, alguns assentos podem ter uma reclinação restrita ou nenhuma reclinação. Normalmente, esta será a fileira traseira da cabine, onde uma antepara traseira bloqueia a reclinação, ou assentos imediatamente à frente da saída de emergência, onde um assento reclinado pode restringir o acesso à saída de emergência, criando um risco potencial de segurança. Sites independentes de avaliação de assentos, como o SeatGuru muitas vezes advertem os passageiros contra esses assentos. Durante a decolagem e o pouso, a tripulação pede aos passageiros que coloquem seus assentos em uma posição "vertical", não reclinada, e que levantem e guardem suas mesas de bandeja.

### Comodidades avançadas

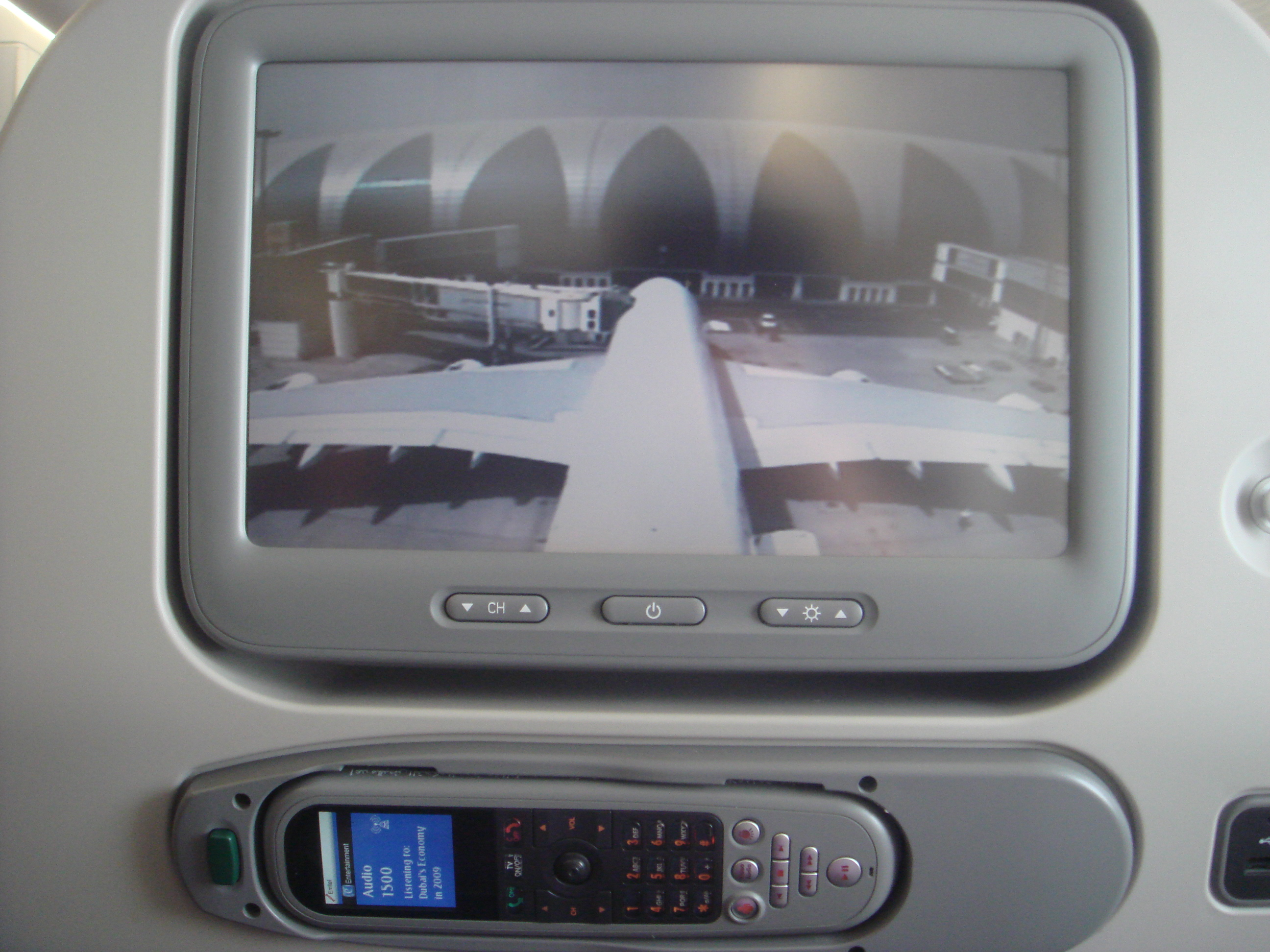
O sistema de entretenimento pessoal (ICE) em um Airbus A380 da Emirates mostrando a vista do Aeroporto Internacional de Dubai da câmera montada na cauda.

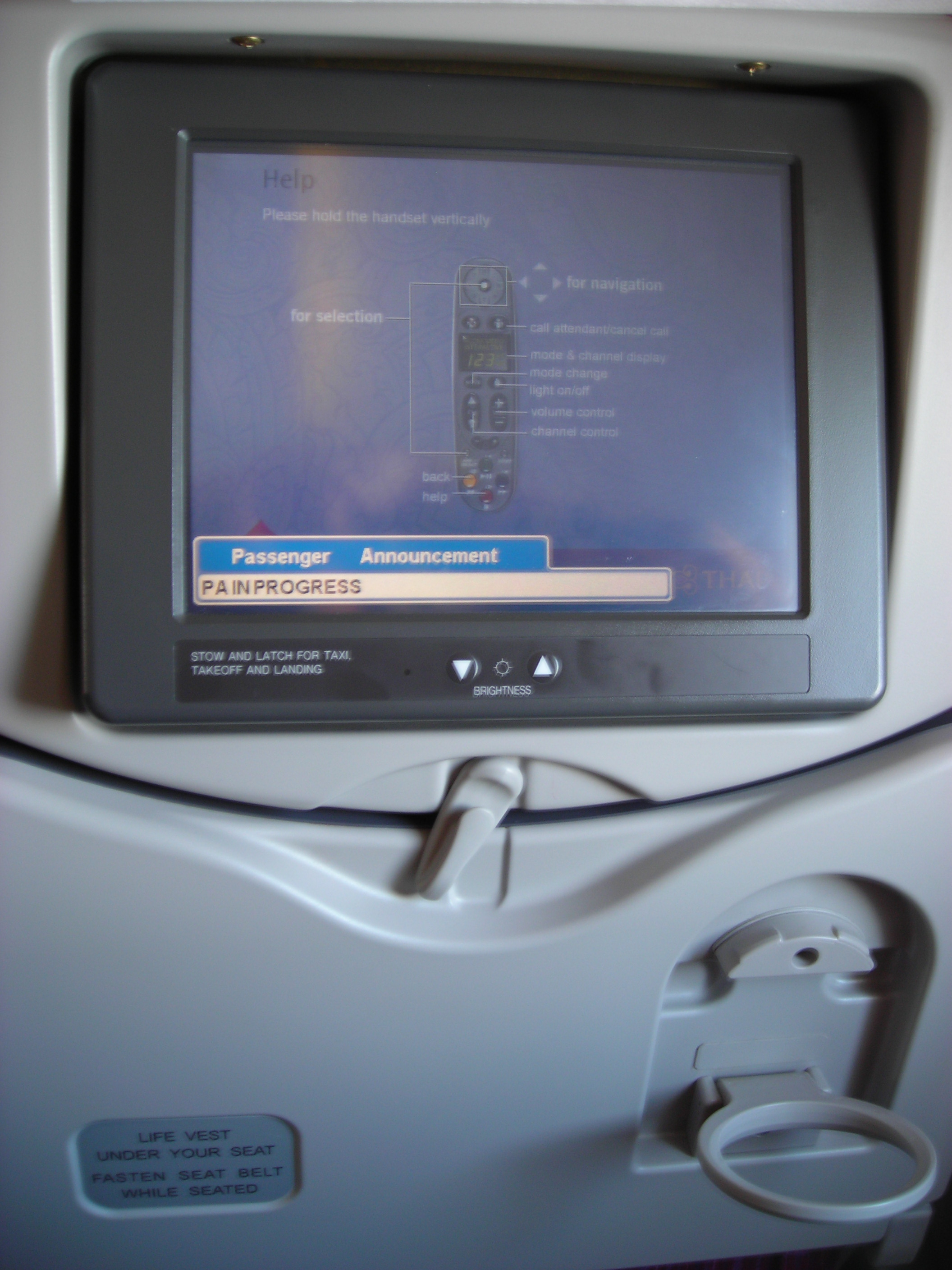
Tela de controle fixada em um assento da classe econômica de um Airbus A340 da Thai Airways International; a bandeja está guardada.

#### Eletrônicos
Os assentos podem ser equipados com portas de alimentação (soquetes EmPower, AC, DC ou USB) para pequenos aparelhos elétricos e portas para fones de ouvido para entretenimento de áudio. A maioria das companhias aéreas de serviço completo também inclui telas de vídeo pessoais como parte do sistema de entretenimento a bordo em aeronaves de longo curso; mas algumas aeronaves usam um sistema de traga seu próprio dispositivo, onde os passageiros usam seus próprios dispositivos. As telas são geralmente touchscreens ou podem ser controladas por monofones remotos. Na economia e na economia premium, a tela normalmente fica no encosto, mas em um assento na primeira fila ou na cabine premium, eles podem precisar ser retirados de um compartimento especial após a decolagem e, em seguida, devolvidos para o pouso.

#### Apoios de cabeça ajustáveis
A maioria das aeronaves de longa distância, e aeronaves de curta distância em algumas companhias aéreas, possui assentos com apoios de cabeça ajustáveis em todas as classes, permitindo que o passageiro ajuste o apoio de cabeça para maior conforto.

#### Apoio lombar ajustável
O suporte lombar eletricamente ajustável é encontrado na maioria dos assentos da primeira classe e da classe executiva de longa distância. Raramente, a classe econômica também pode incluir um suporte lombar mecanicamente ajustável em algumas aeronaves de longo curso. No entanto, com a tendência de assentos finos na classe econômica, essa comodidade praticamente desapareceu da maioria das novas instalações de assentos da classe econômica.

#### Massagem
Alguns assentos da classe executiva, como o Recaro CL 4420, possuem um recurso de massagem integrado.

#### Assento deitado de cama plana
Algumas cabines da classe executiva apresentam assentos que se reclinam em uma posição plana inclinada. Estes assentos "deitados em ângulo" permitem maior conforto do que os assentos reclináveis tradicionais, mas são menos confortáveis do que os assentos de cama totalmente horizontais.
A maioria das cabines internacionais de primeira classe e um número crescente de cabines internacionais de classe executiva apresentam assentos que se reclinam em uma posição horizontal completa, formando uma cama.

#### Assentos econômicos "slimline"
Algumas companhias aéreas estão introduzindo novos assentos "slimline" na classe econômica. Embora "slimline" não seja um termo definido, os assentos finos têm menos estofamento nas costas. O espaçamento e a largura dos assentos na classe econômica também diminuíram. Em 1985, nenhuma das quatro principais operadoras dos EUA oferecia um assento com menos de 19 polegadas de largura. Desde o início do século 21 até 2018, a largura média do assento diminuiu de 18,5 para 17 polegadas, e às vezes tão baixa quanto 16,1 polegadas.
Assentos estreitos pesam menos do que os assentos de tamanho normal e supostamente permitem que as companhias aéreas aumentem a capacidade sem afetar significativamente o conforto dos passageiros. Muitos passageiros, no entanto, expressaram descontentamento com esses assentos. Além disso, o Departamento de Transportes dos EUA (DOT) começou a explorar as questões de segurança associadas ao aumento da capacidade da aeronave e à redução da distância entre os assentos resultante da instalação de assentos "slimline". Em uma audiência de 14 de abril de 2015 do Comitê Consultivo do DOT para Proteção ao Consumidor de Aviação, Cynthia Corbett, investigadora do Instituto Médico Aeroespacial Civil da Administração Federal de Aviação (FAA), discutiu preocupações sobre a evacuação de emergência de aeronaves de maior capacidade. O grupo de cidadãos "Flyers Rights" abriu um processo contra a FAA em 2017, argumentando que a agência tinha a responsabilidade de evitar que os assentos ficassem tão apertados que se tornassem um problema de segurança em caso de emergência.
Este tipo de assento foi lançado pela Recaro, mas vários outros fabricantes, como Weber Aircraft LLC e B/E Aerospace, também introduziram seus próprios assentos finos. Esses assentos podem ou não apresentar apoios de cabeça móveis e, geralmente, não possuem apoio lombar ajustável.
Uma inovação mais recente da Zodiac Seats U.S. (anteriormente Weber Aircraft LLC) é um assento articulado, onde o assento se move para frente, além do encosto do assento inclinado para trás. Tais assentos foram instalados em algumas aeronaves da Aer Lingus, Delta Air Lines, Emirates[carece de fontes?], American Airlines, Avianca, entre outras. Este assento acabou sendo adotado por concorrentes como B/E Aerospace e Recaro.

## Layout

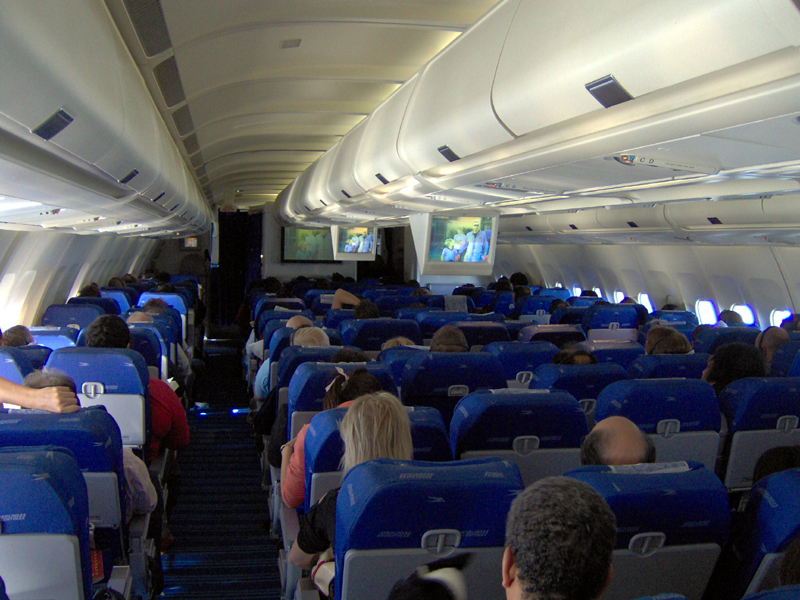
Layout de 2+4+2 assentos em um jato Airbus A340-200 de fuselagem larga da Aerolíneas Argentinas.

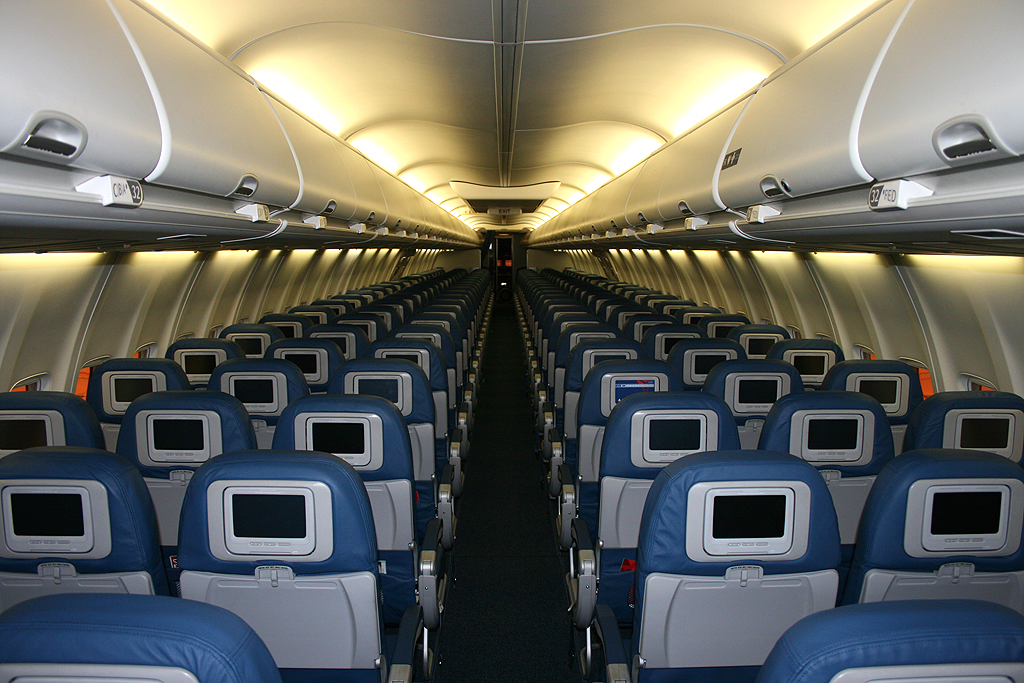
Layout de 3+3 assentos em um jato Boeing 737-800 de corpo estreito da Delta Air Lines, com assentos slimline Zodiac Aerospace modelo 5751.

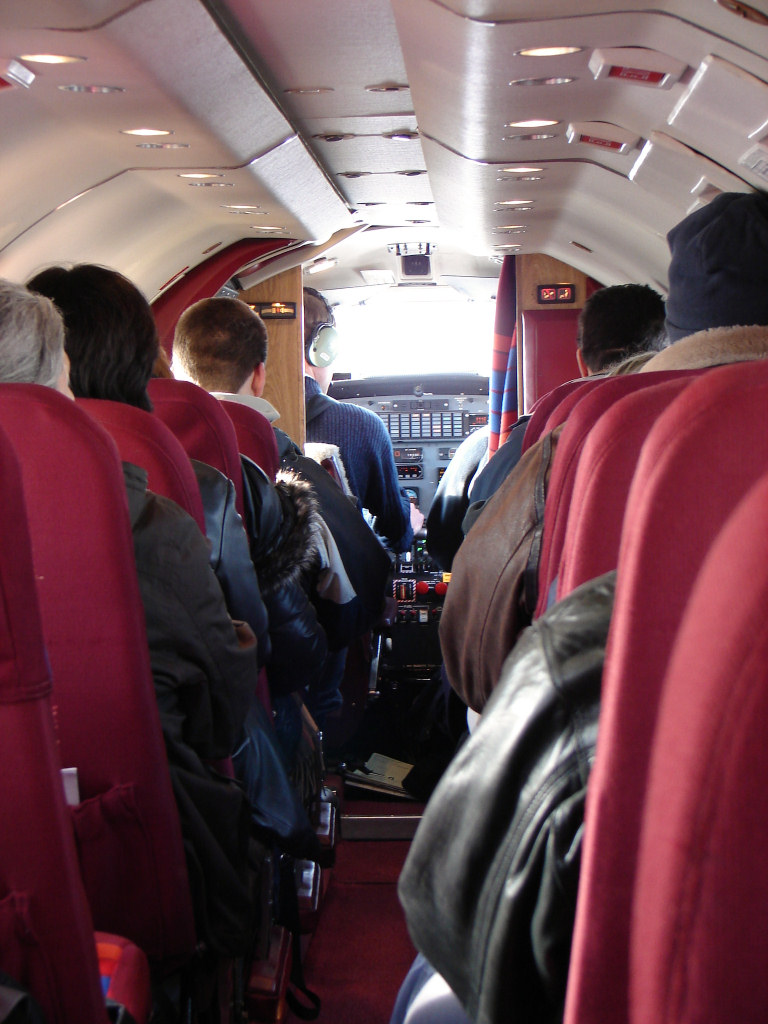
Layout de 1+1 assentos em um Fairchild Swearingen Metroliner.

As cabines de companhias aéreas são frequentemente classificadas como de corpo estreito se houver um único corredor com assentos de cada lado, ou de corpo largo se houver dois corredores com um bloco de assentos entre eles, além dos assentos laterais.
O número de assentos lado a lado é afetado pela largura da aeronave. Em aeronaves muito pequenas, como o Beechcraft 1900, existem apenas assentos individuais em cada lado do corredor (1 + 1 assentos). As aeronaves de fuselagem estreita mais largas, como a família Airbus A320 e a aeronave Boeing 737, têm seis assentos lado a lado em um layout 3+3. Também existem layouts assimétricos, exemplos incluindo o Embraer Regional Jet que tem 1+2 assentos, enquanto as aeronaves Douglas DC-9, Sukhoi Superjet 100 e Airbus A220 normalmente possuem 2+3 assentos.
Em aeronaves de fuselagem larga, o bloco central de assentos entre os corredores pode ter até 5 assentos em aviões como o layout da maioria das aeronaves McDonnell Douglas DC-10 e algumas aeronaves Boeing 777, embora a Boeing recomenda o 3+3+3 sobre o esquema 2+5+2. Aviões muito largos, como o Boeing 747 ou o Airbus A380, têm dez assentos lado a lado, normalmente em um layout 3+4+3, embora esse layout também seja usado às vezes como um layout de alta densidade em aeronaves normalmente com nove assentos lado a lado, como como o 777 ou DC-10. Recentemente, as companhias aéreas adotaram dez assentos lado a lado nas aeronaves Boeing 777-300.
Embora existam algumas exceções, a maioria dos assentos de aeronaves comerciais são voltados para a frente e os assentos de aeronaves militares são frequentemente voltados para trás. A Southwest Airlines oferecia anteriormente alguns assentos voltados para trás em algumas aeronaves, mas esse esquema acabou. Assentos voltados para trás também são comuns em jatos executivos, para fornecer um layout do tipo conferência. British Airways, United Airlines e American Airlines também têm assentos voltados para trás em seu Club World (exceto no A350), United First no doméstico 777-200 (selecionado) e Business Class Cabins, respectivamente. Tem sido argumentado que os assentos voltados para trás são mais seguros porque, em caso de colisão, a desaceleração repentina impulsionará o passageiro para um assento voltado para trás em vez de sair dele, o que significa que a força é distribuída por todo o encosto do assento, em vez de das tiras do cinto de segurança. O argumento contra esses assentos foi baseado no conforto, segurança e custo dos passageiros. Pode-se argumentar que os passageiros que desejam o layout natural dos assentos voltados para a frente podem se sentir desconfortáveis com um layout para trás. No aspecto de segurança, o argumento tem sido que durante um acidente de avião, detritos, como bagagens, voarão para frente na cabine, possivelmente nos passageiros em assentos voltados para trás.
Muitas companhias aéreas fornecem mapas de suas configurações de assentos nas várias aeronaves que voam. Para companhias aéreas que não possuem mapas de assentos, sites como o SeatGuru mostram mapas de assentos para as companhias aéreas mencionadas.

### Arranjo
Assentos de janela estão localizados nas laterais da aeronave e geralmente ao lado de uma janela, embora algumas aeronaves tenham fileiras de assentos onde falta uma janela. Os assentos de janela são preferidos pelos passageiros que desejam ter uma vista ou uma parede na qual possam se apoiar. Os passageiros em assentos adjacentes ao corredor têm a vantagem de poder sair do assento sem ter que passar por cima dos outros passageiros e ter um corredor no qual podem esticar as pernas. Se um bloco de assentos tiver três ou mais assentos, também haverá assentos do meio que são impopulares porque o passageiro fica entre dois outros passageiros sem vantagens de assentos na janela ou no corredor. Os assentos do meio geralmente são reservados por último.

## Tamanho
Ao avaliar o tamanho, e conforto, de um assento, os principais termos usados são pitch e largura.
Foi relatado em 2016 que a distância média entre as fileiras de assentos (pitch) havia diminuído para 79 centímetros (31 pol), de mais de 89 centímetros (35 pol), enquanto a largura média do assento havia diminuído para 43 centímetros (17 pol) de 46 centímetros (18 polegadas) nas duas décadas anteriores.

### Inclinação do assento
A distância entre os assentos é definida como o espaço entre um ponto em um assento e o mesmo ponto no assento à sua frente. Em quase todos os casos, a distância entre os assentos aumenta com a classe de viagem (econômica, executiva, primeira etc.). Para muitas operadoras, a distância entre os assentos na classe econômica é de 74 a 81 cm (29 a 32 polegadas). O espaço para as pernas depende da inclinação do assento e da espessura do encosto. As companhias aéreas alegaram que uma redução do espaçamento dos assentos pode ser compensada por um design mais fino do encosto.
Os assentos da classe executiva da American Airlines em seus antigos Boeing 767-200 eram de 62 polegadas (160 cm), o maior em qualquer classe executiva de curta distância. A US Airways, agora fundida com a American Airlines, tem assentos flatbed de primeira classe em seus Airbus A330-300 com uma distância entre assentos de 94 polegadas (2 polegadas a menos de 8 pés) ou 240 cm (2,4 metros).
Em 2010, a distância entre assentos em companhias aéreas de baixo custo poderia ser tão baixa quanto 28 polegadas (71 cm) no caso da Spirit Airlines, mas normalmente era de 29 polegadas (74 cm) ou 30 polegadas (76 cm).

### Largura do assento

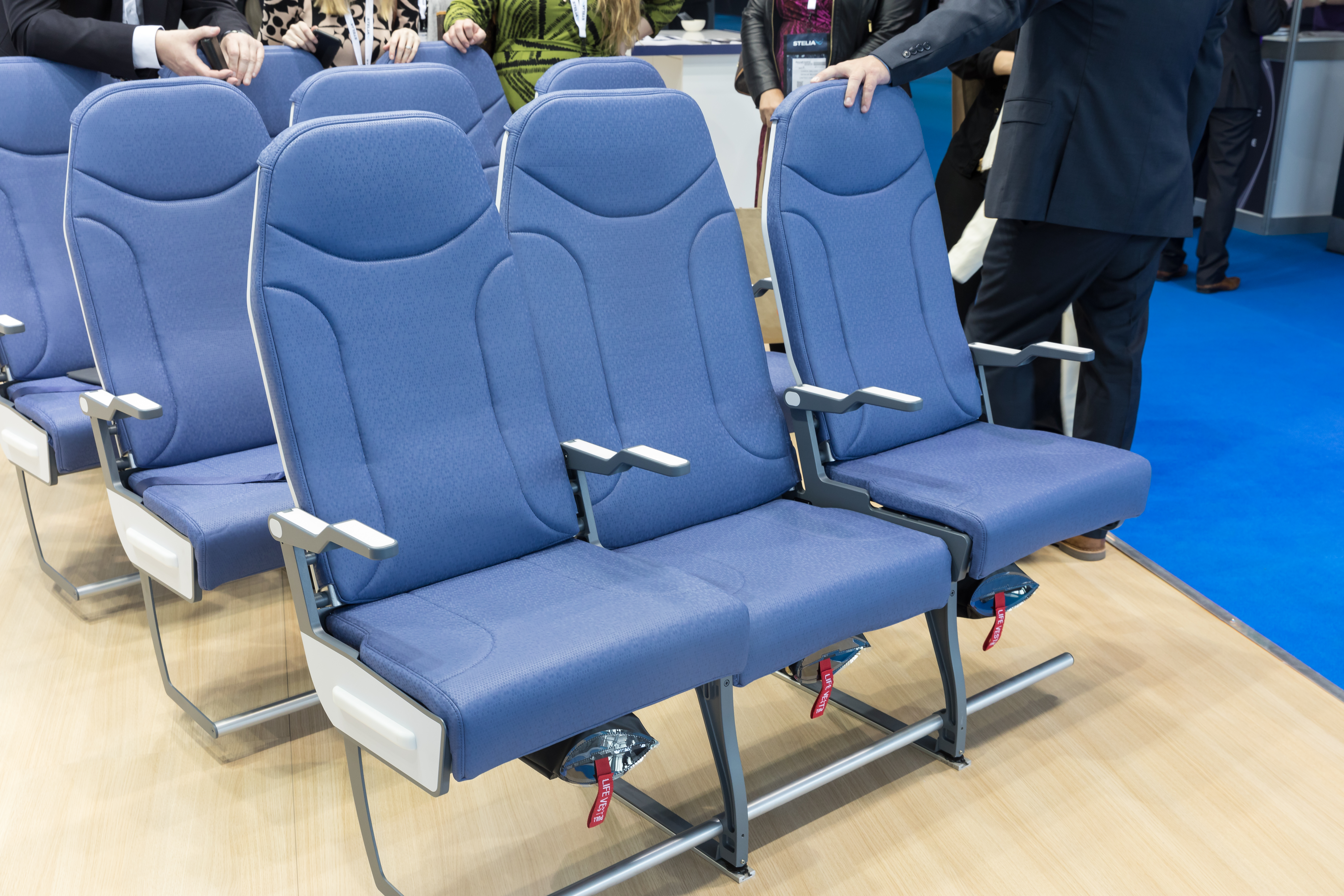
Assentos da classe econômica com largura variável do assento (mais largura para o assento do meio, menos largura para o assento da janela).

Há alguma ambiguidade sobre o significado de "largura do assento". Pode ser considerada como a largura delimitada pelos apoios de braço de cada lado, ou seja, a largura disponível para sentar, ou como a distância do ponto médio de um apoio de braço ao ponto médio do próximo, um número maior pela largura de um apoio de braço, e a largura disponível para os ombros, é também um terço da largura de um bloco de três assentos idênticos. Pensa-se que a maioria das companhias aéreas utiliza o primeiro destes números. Na classe econômica, essa largura era tipicamente de 43 a 46 centímetros (17 a 18 polegadas) em 2003.
Em 2013, a Airbus disse que, para voos de longa distância, deveria haver um padrão da indústria para uma largura mínima de assento de 18 polegadas em cabines econômicas, mas sua rival Boeing argumentou que cabia às companhias aéreas decidir. As pessoas estão ficando mais largas: o peso do homem americano médio na casa dos 40 anos aumentou 10% nos 30 anos desde a introdução do Boeing 747 em 1970. O assento mais estreito de 17 polegadas de largura preferido por A Boeing é um legado da década de 1950, quando os jatos de passageiros foram introduzidos pela primeira vez. Nas décadas de 1970 e 1980 com a introdução do Boeing 747 e dos primeiros jatos Airbus, 18 polegadas se tornaram padrão para voos de longa distância. Os assentos foram ampliados para 18,5 polegadas com o Boeing 777 na década de 1990 e o A380 superjumbo na década de 2000. Muitas companhias aéreas estão adotando assentos mais leves de 17 polegadas em seus Boeing 777 e 787 e assentos de 18 polegadas para A350s. Embora por quase 20 anos, a configuração padrão na parte traseira de um Boeing 777 fosse de nove assentos por fileira, em 2012 quase 70% da maior versão desse avião foi entregue com 10 assentos lado a lado. Quando a Airbus apresentou seu A380, ele oferecia 10 assentos lado a lado, dando a cada passageiro até 19 polegadas de espaço no quadril. Em 2013, dez companhias aéreas voaram Airbus A330 com nove assentos de 16,7 polegadas em cada fileira, em vez dos oito para os quais foi projetado. Um relatório de pesquisa encomendado pela Airbus concluiu que uma polegada extra na largura do assento melhora a qualidade do sono em 53%.
Houve uma tendência decidida para aumentar a densidade de assentos econômicos no século XXI. Em 1985, nenhuma das quatro principais operadoras americanas oferecia um assento com menos de 19 polegadas de largura. Desde o início do século XXI até 2018, a largura média do assento diminuiu de 18,5 para 17 polegadas e, às vezes, tão baixa quanto 16,1 polegadas.

### Cadeira de corredor
Uma "cadeira de corredor" de avião é um assento móvel fornecido pelas companhias aéreas para passageiros que necessitam do uso de uma cadeira de rodas. Enquanto a maioria dos trens, ônibus e outras formas de transporte público têm espaço para a cadeira de rodas do passageiro e uma rampa ou elevador auxiliar para embarque, os corredores dos aviões são muito estreitos para cadeiras de rodas convencionais. A cadeira de corredor oferece ao passageiro cadeirante mobilidade assistida no embarque e desembarque, e movimentação em voo dentro da cabine, como até o banheiro.

## Material

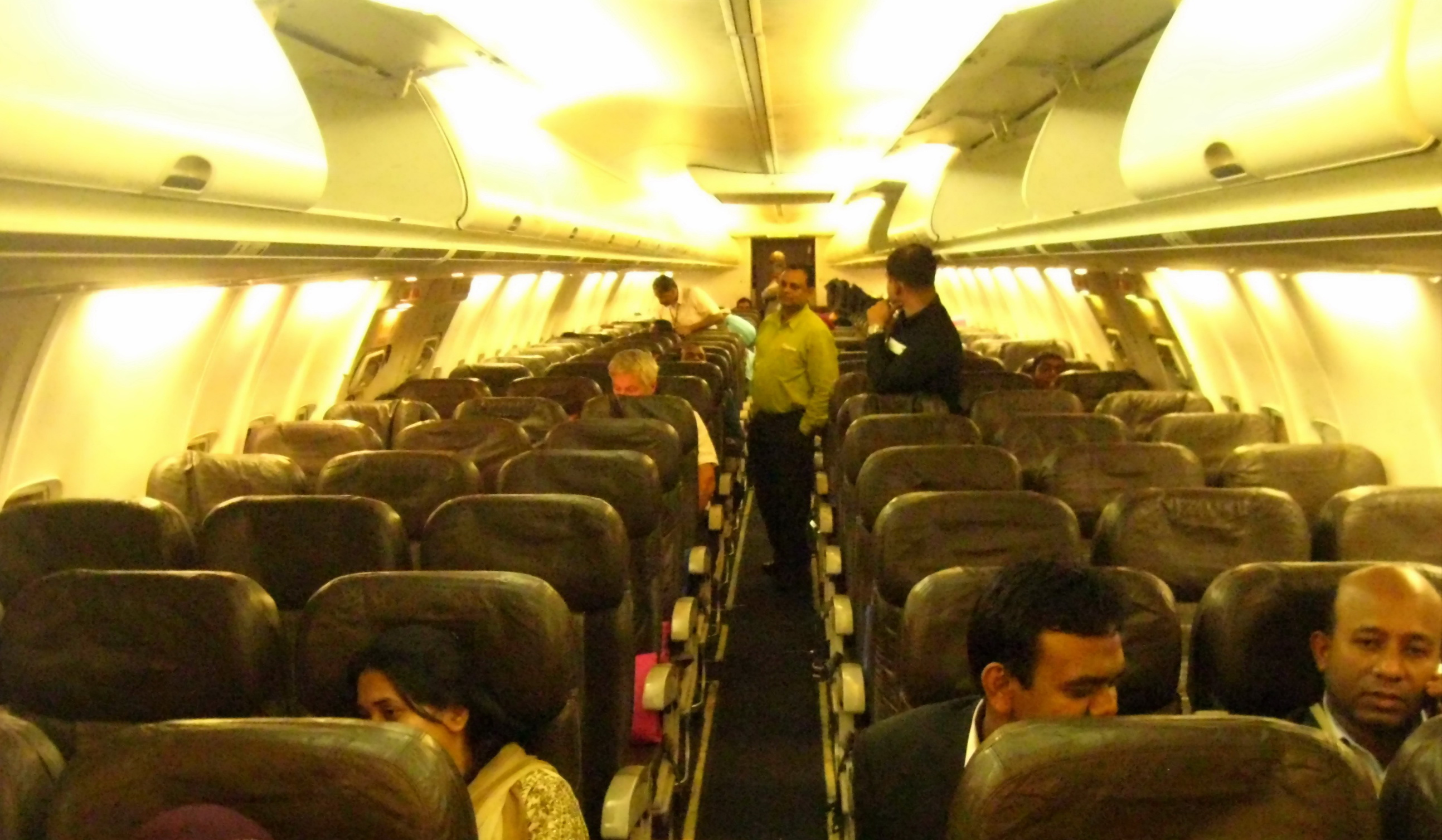
Assentos de couro mais caros são usados no Boeing 737-800 da Biman Bangladesh Airlines. Além de adicionar luxo, duas razões principais para usar assentos de couro são que o material é fácil de limpar e evita a imersão do líquido derramado no estofamento.

Os assentos das companhias aéreas são projetados para serem leves, mas ao mesmo tempo fortes e resistentes ao fogo, além de levar em consideração o conforto dos passageiros. Um projeto típico é uma estrutura de alumínio com blocos de espuma de poliuretano presos a ela. Em alguns casos, uma camada de tecido resistente ao fogo, por exemplo Kevlar ou Nomex, passa por cima disso, e no topo há uma camada de tecido ou couro.[carece de fontes?]
Os assentos de couro são mais caros do que os assentos de tecido tradicionais. Mesmo assim, várias companhias aéreas, incluindo transportadoras de baixo custo , escolhem o couro não apenas para apresentar um produto mais "luxuoso", mas também porque esses assentos são mais fáceis de limpar e evitam que líquidos derramados penetrem no estofamento para reduzir os problemas de retorno.

## Cor
Nos primórdios da aviação, os assentos das companhias aéreas eram tipicamente de cores suaves e terrosas, como marrom claro e cinza, destinadas a acalmar os passageiros. Durante a década de 1970, cores mais brilhantes, como vermelho e laranja, tornaram-se mais comuns. Depois disso, tons de azul e cinza, com um tom mais empresarial, tornaram-se a escolha mais comum. No entanto, algumas companhias aéreas como a Austrian Airlines, Emirates e Singapore Airlines ainda usam cores suaves nos assentos.

## Auxiliar

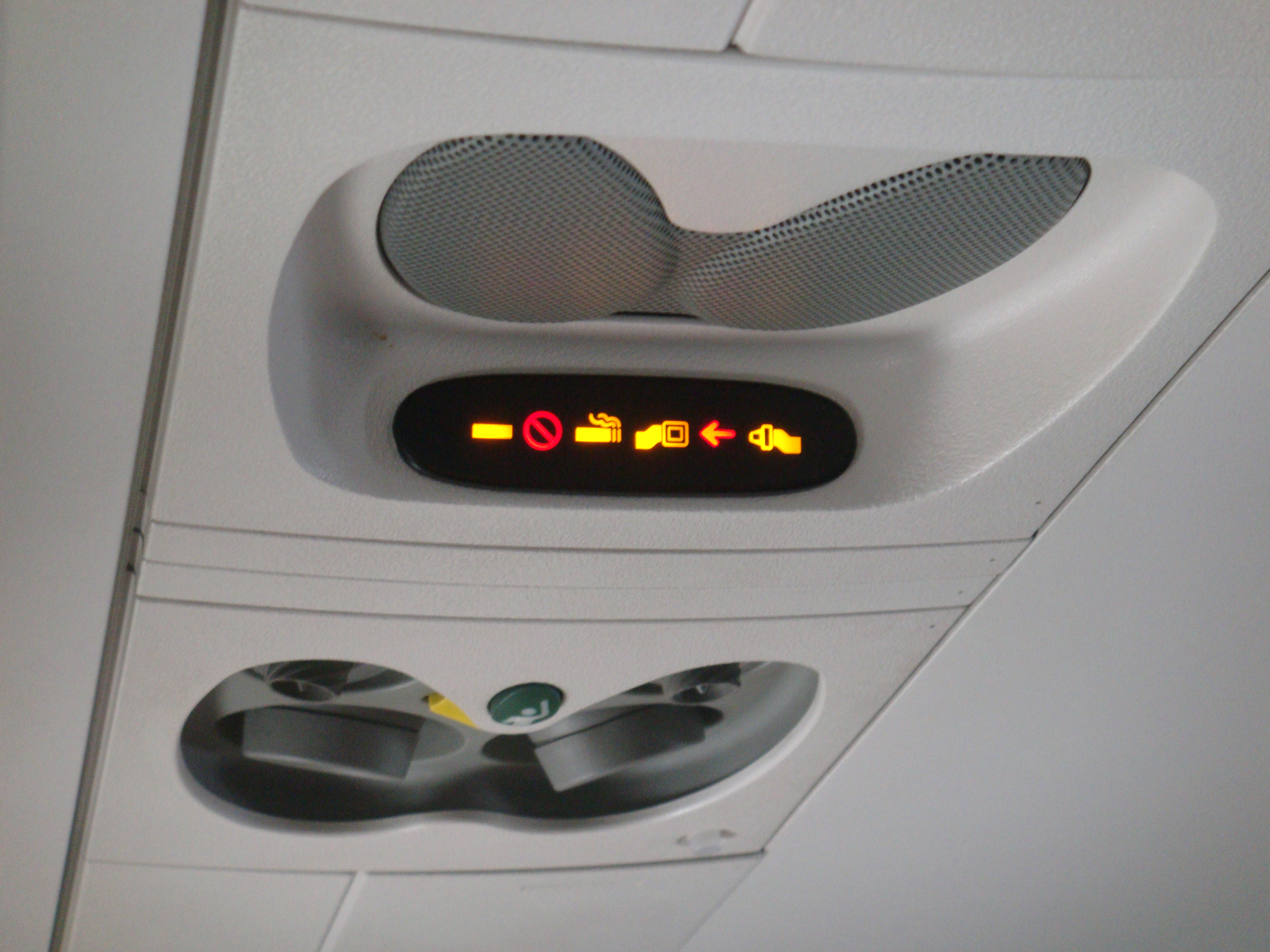
Sinais de passageiros, luzes e bocais de ventilação em um Bombardier CRJ200. Os alto-falantes estão à frente das luzes do cinto de segurança nesta perspectiva, e o botão de chamada do atendente é o botão oval à frente das luzes de leitura.

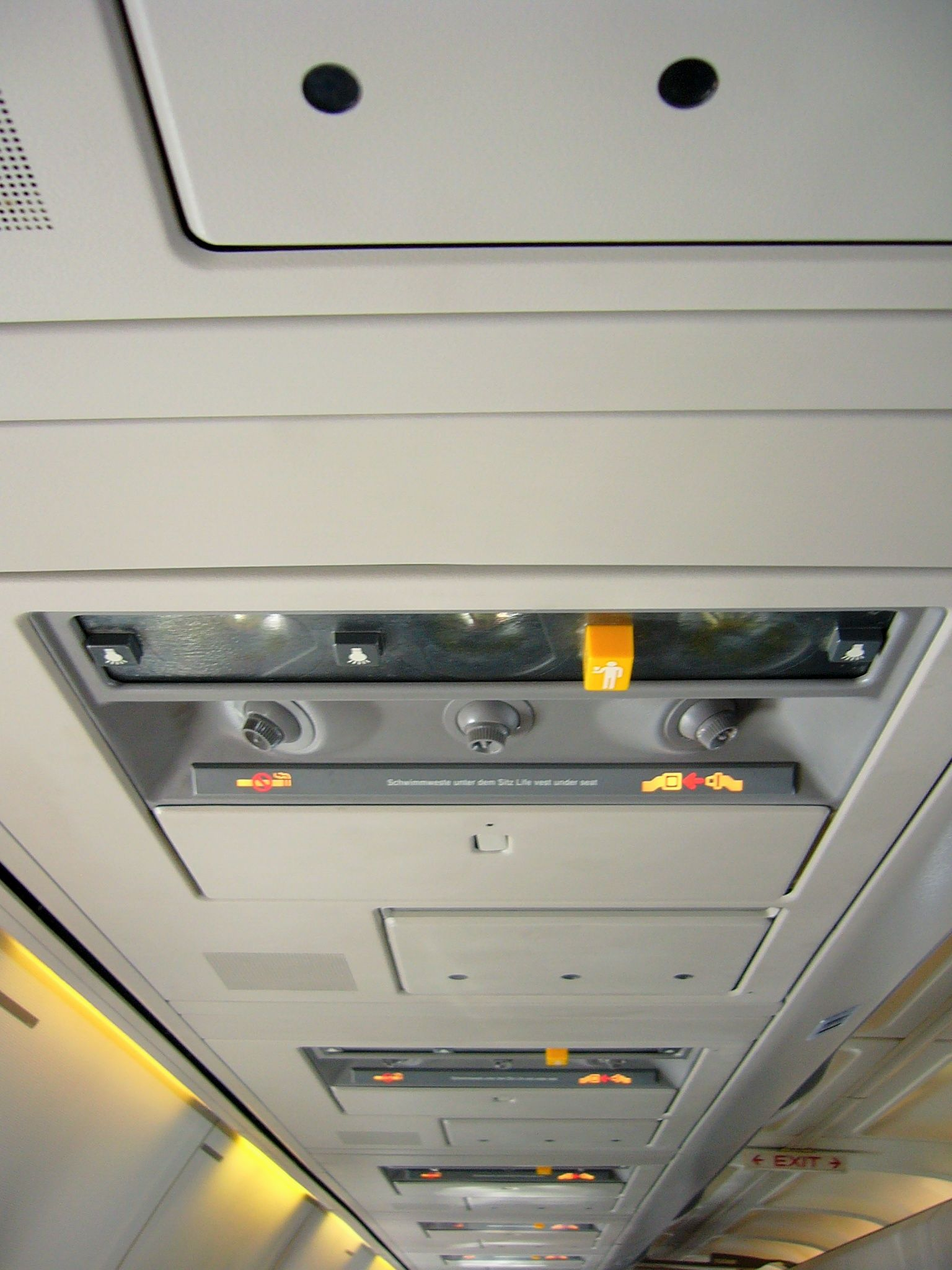
A disposição dos controles, luzes e bocais em um Boeing 737. O sinal "aperte o cinto de segurança" está imediatamente na frente dos bocais.

Geralmente, cada posição individual do banco, exceto os últimos na parte traseira da cabine, tem um pequeno conjunto de controles auxiliares embutidos no encosto do banco para o passageiro diretamente atrás do banco. O assento em si normalmente contém uma pequena mesa extensível dobrável, que deve ser dobrada durante a decolagem e o pouso, e, na maioria das aeronaves internacionais de fuselagem larga, uma tela de vídeo LCD diretamente acima da mesa da bandeja (as aeronaves anteriores tinham uma única grande tela de projeção na frente de cada cabine). Diretamente acima do assento; no teto da cabine, está um console para a unidade de atendimento ao passageiro. Os controles no console PSU podem incluir:
- Um bocal de ar condicionado cujo fluxo de ar e orientação podem ser ajustados pelo passageiro. Esse recurso é encontrado na maioria das aeronaves narrowbody, mas muitas companhias aéreas o omitem em muitas aeronaves widebody mais novas, como o Boeing 777.
- Uma luz de leitura (muitas vezes muito semelhante em aparência ao bocal) que pode ser ligada pelo passageiro para obter luz extra, especialmente quando as luzes principais da cabine estão desligadas. Os botões para acender e apagar as luzes geralmente estão localizados diretamente no console superior na maioria das aeronaves de fuselagem estreita, enquanto na maioria das aeronaves de fuselagem larga, os botões geralmente são encontrados junto com os controles de entretenimento a bordo (IFE), que podem estar no braços, os encostos dos bancos ou uma interface de tela sensível ao toque.
- Um botão de chamada, que, quando pressionado, alerta um comissário de bordo para atender os passageiros da fila com o botão pressionado, um sinal de áudio silencioso na cozinha e várias luzes alertam os comissários de bordo. Assim como os botões de luz de leitura, o botão de chamada geralmente está localizado diretamente no console superior na maioria das aeronaves de fuselagem estreita, enquanto eles são encontrados junto com os controles IFE na maioria das aeronaves de fuselagem larga.

- O sinal "aperte o cinto de segurança" que é iluminado durante a decolagem e aterrissagem e durante a turbulência. Aeronaves mais antigas que precedem a proibição de fumar ainda podem ter um sinal de "proibido fumar"; aeronaves mais novas podem ter um sinal de "desligar dispositivos eletrônicos".

Nos assentos da janela há persianas para proteção da luz solar. Os regulamentos exigem que eles estejam abertos durante os pousos e decolagens, para fornecer visibilidade dentro e fora da aeronave em emergências. Algumas companhias aéreas solicitam aos passageiros que mantenham as cortinas das janelas abaixadas, além de silenciar a iluminação da cabine, durante os horários em que a maioria dos passageiros deseja dormir. O Boeing 787 Dreamliner usa janelas eletrocrômicas em vez de tampas de janela. Muitos apoios de braço fornecem dispositivos para reclinar a cadeira, controles de controle para sistemas de entretenimento a bordo. Os cinzeiros, fornecidos universalmente quando era permitido fumar, às vezes ainda são fornecidos para pequenos detritos.